# Catalina de Bora

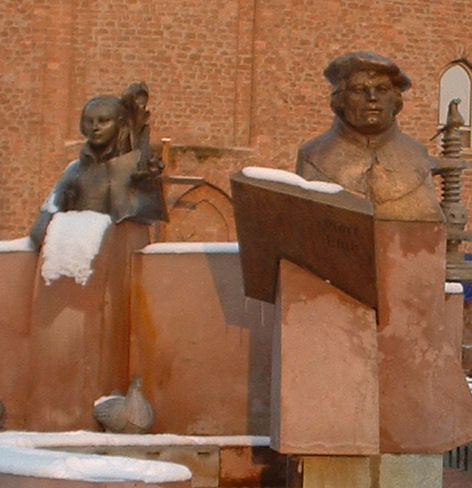
Martín Lutero y Catalina de Bora.

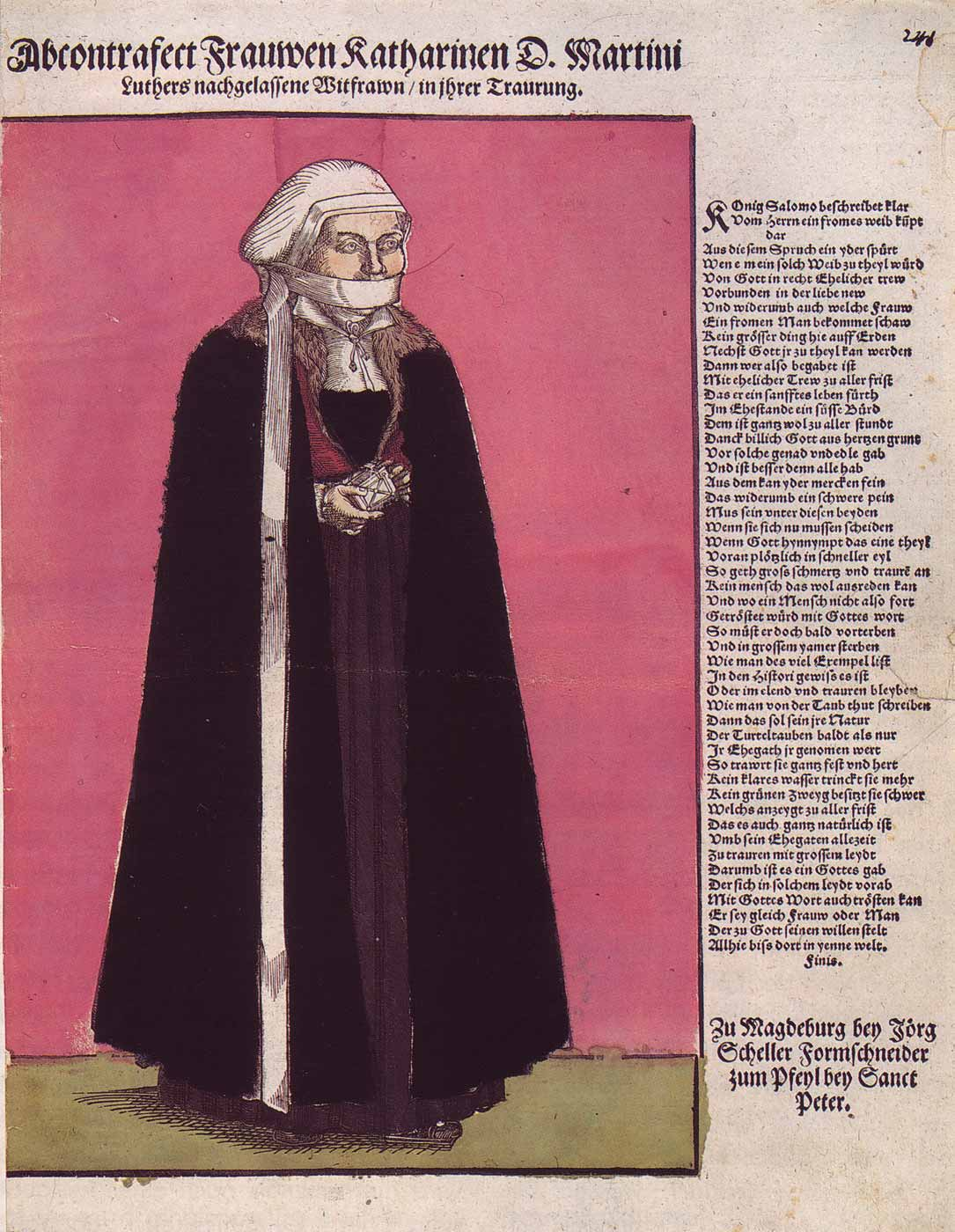
Catalina de Bora en 1546.

Catalina de Bora (en alemán: Katharina von Bora; Lippendorf, Electorado de Sajonia, 29 de enero de 1499 - Torgau, 20 de diciembre de 1552) fue una monja católica alemana que se convirtió al protestantismo.
Se casó con Martín Lutero, líder de la Reforma protestante, quien cariñosamente la llamaba Señora Caty (Frau Käthe). Se considera que Catalina, una de las mujeres más importantes de la Reforma, ayudó a definir la vida de familia protestante y a fijar los matrimonios del clero.

## Biografía

### Infancia y vida como monja
Catalina de Bora era hija de Hans y Catalina de Bora. Nació el 29 de enero de 1499 en Lippendorf, al sur de Leipzig (actual Alemania). Se crio en una familia de nobles empobrecidos de Sajonia, probablemente con tres hermanos y una hermana.
Su madre murió en 1504, cuando ella tenía cinco años, y su padre volvió a casarse, enviando a Catalina a un convento benedictino en Brehna, cerca de Halle. En 1508, su padre la llevó a otro convento, esta vez de la Orden del Císter en Nimbschen, cerca de Grimma. Una de sus tías paternas, Magdalena de Bora, era monja en el convento, y una tía materna, Margarita de Haubitz, era la madre superiora. El 8 de octubre de 1515, con 16 años de edad, tomó los votos como monja. En el convento aprendió a leer, escribir y algunas nociones de latín. 
Después de varios años de vida religiosa, Catalina se interesó cada vez más por el movimiento reformador y creció su descontento con la vida en el convento, conspirando con otras monjas para huir de él. Sin embargo, esto era muy difícil, ya que dejar la vida religiosa para una monja católica era complejo, siguiendo el procedimiento establecido por la Iglesia Católica, y abandonar sus votos religiosos y escapar del convento era una ofensa grave punible con la excomunión y otras penas, como castigos corporales, traslado forzoso a otro convento y prisión, pero raramente la muerte.  
En la víspera de la Pascua de 1523, con la ayuda del comerciante Leonardo Köppe se fugaron a Torgau. Las monjas se escaparon con éxito ocultas en el carro cubierto de Köppe entre los barriles de pescado que las llevó a Witemberg. Lutero consiguió ayudar y encontrarles empleo a todas las monjas, excepto a Catalina que vivió con la familia de Felipe Reichenbach, un comerciante de la ciudad de Witemberg, y luego en casa de Lucas Cranach el Viejo y su esposa, Bárbara Brengebier. Catalina tenía bastantes pretendientes, pero ella solamente estaba dispuesta a casarse con Lutero.

### Matrimonio con Lutero
Lutero se enamoró finalmente de Catalina y después de una breve oposición, el 27 de junio de 1525 los casó Johannes Bugenhagen en presencia de Justus Jonas, Bárbara Brengebier y Lucas Cranach el Viejo.
El matrimonio se fue a vivir en un antiguo convento agustino de Witemberg , que Juan Federico I de Sajonia, hijo del protector de Lutero (Federico III de Sajonia), había cedido al matrimonio como regalo de boda.
Catalina se encargó inmediatamente de administrar y manejar las tenencias extensas del convento, de la cría y la venta de ganado y del funcionamiento de la cervecería, para mantener a su familia y a los estudiantes y visitantes que deseaban ser recibidos por Lutero. En tiempos de enfermedades muy extendidas, Catalina utilizaba el convento como hospital, cuidando a los enfermos junto a otras enfermeras.
Durante su matrimonio con Lutero, tuvieron seis hijos, de los cuales las dos primeras hijas murieron con ocho meses (Isabel Lutero: 10 de diciembre de 1527 – 3 de agosto de 1528) y trece años (Magdalena Lutero: 4 de mayo de 1529 – 20 de septiembre de 1542), respectivamente. No gozaban de gran bienestar económico, sino de lo poco que cobraba Lutero y del alquiler de alojamiento que ofrecían a los caminantes y peregrinos. Lutero estaba enamorado de su esposa, tal y como lo demuestra en sus cartas. Catalina de Bora, además de trabajar, cuidar, educar, encontraba tiempo para leer la Biblia. Así mismo, cabe destacar de su vida que dedicó tiempo para leerla entera y meditarla en su corazón. Su matrimonio con Lutero duró 20 años hasta que fallece este.
Catalina y Martín tuvieron seis hijos: Juan (1526-¿?), Isabel (1527-1528) murió con ocho meses, Magdalena (1529-1542), Martín hijo (1531-¿?), Pablo (1533-¿?) y Margarita (1534-1570). Además, los Lutero criaron a cuatro niños huérfanos y a Fabián, sobrino de Catalina.

### Tras la muerte de Lutero
Cuando murió Martín Lutero en 1546, comenzaron los problemas financieros para Catalina, ahora sin el sueldo de Lutero como profesor y pastor. Le ofrecieron la posibilidad de mudarse del viejo convento, pero la propuesta fue rechazada inicialmente. Al poco tiempo, Catalina tuvo que huir a Magdeburgo debido a la guerra de Esmalcalda. Al acercarse la guerra, volvió a huir en 1547, esta vez a Brunswick. En julio de ese año, se acaba la guerra y vuelve a Witemberg. Los edificios y las tierras del convento habían sido destruidos y estaban llenos de basura. Económicamente, no podían permanecer allí. Gracias a la generosidad de Juan Federico I de Sajonia y a los príncipes de Anhalt, permanece en Witemberg hasta 1552, cuando un brote de peste negra la forzó a salir de la ciudad una vez más. Huyó a Torgau, donde su carro estuvo implicado en un accidente cerca de las puertas de la ciudad, que le causó una rotura de pelvis entre otras heridas. Catalina murió en Torgau tres meses después, el 20 de diciembre de 1552, a los 53 años de edad. Fue enterrada en la iglesia de Torgau, lejos del sepulcro de su marido en Witemberg, donde ella hubiera querido ser enterrada.

## Conmemoración
Su conmemoración es el 20 de diciembre, en el calendario litúrgico luterano, como un ejemplo de mujer que vive su fe y busca a Cristo en medio de las dificultades de su época.

## Filmografía
- 1953: Martin Luther, película con Niall MacGinnis como Lutero; dirigida por Irving Pichel. Nominaciones a los Premios de la Academia por cinematografía en blanco y negro y dirección de arte/escenarios. Relanzada en 2002 en DVD en cuatro idiomas.
- 1974: Luther, película con Stacy Keach como Lutero.
- 1981: Where Luther Walked, documental con Roland Bainton como guía y narrador, dirigido por Ray Christensen (lanzamiento en VHS en 1992), ISBN 1-56364-012-0.
- 1983: Martin Luther: Heretic, presentado en televisión con Jonathan Pryce como Lutero, dirigido por Norman Stone.
- 2002: Martin Luther, una película histórica de Lion TV/PBS serie Imperio, con Timothy West como Lutero, narrada por Liam Neeson y dirigida por Cassian Harrison.
- 2003: Luther, película alemana rodada en inglés, con Joseph Fiennes como Lutero y dirigida por Eric Till.